# Hermandad del Cautivo (Jaén)
Hermandad Penitencial y Cofradía de Nuestro Divino Redentor Jesús Cautivo en el abandono de sus discípulos, María Santísima de la Trinidad y Santa Isabel de Portugal, cofradía con sede canónica en la Iglesia Parroquial de Santa Isabel en la ciudad de Jaén (España).

## Historia
Creado como grupo parroquial, el primer domingo de Pascua de 2004, en la parroquia de la Santa Cruz en el barrio de Peñamefécit. 

En 2008 se trasladó a la parroquia de Santa Isabel, donde se encuentra actualmente. El 4 de julio de 2012 fue erigida como hermandad tras aprobar el obispado sus estatutos. En 2013, la imagen de Jesús Cautivo fue elegida para presidir el Vía Crucis que la Agrupación de Cofradías organiza cada miércoles de ceniza. En este año 2015, la cofradía realizó estación de penitencia por primera vez el Miércoles Santo desde el patio de la residencia de mayores «Siloé», situada cerca de la parroquia de Santa Isabel con su titular Jesús Cautivo sobre un paso prestado por la Congregación de la Vera Cruz. Al año siguiente, la hermandad encargo la realización del nuevo paso procesional al tallista Julián Sánchez, procesionando ya desde su sede, la parroquia de Santa Isabel.

## Iconografía

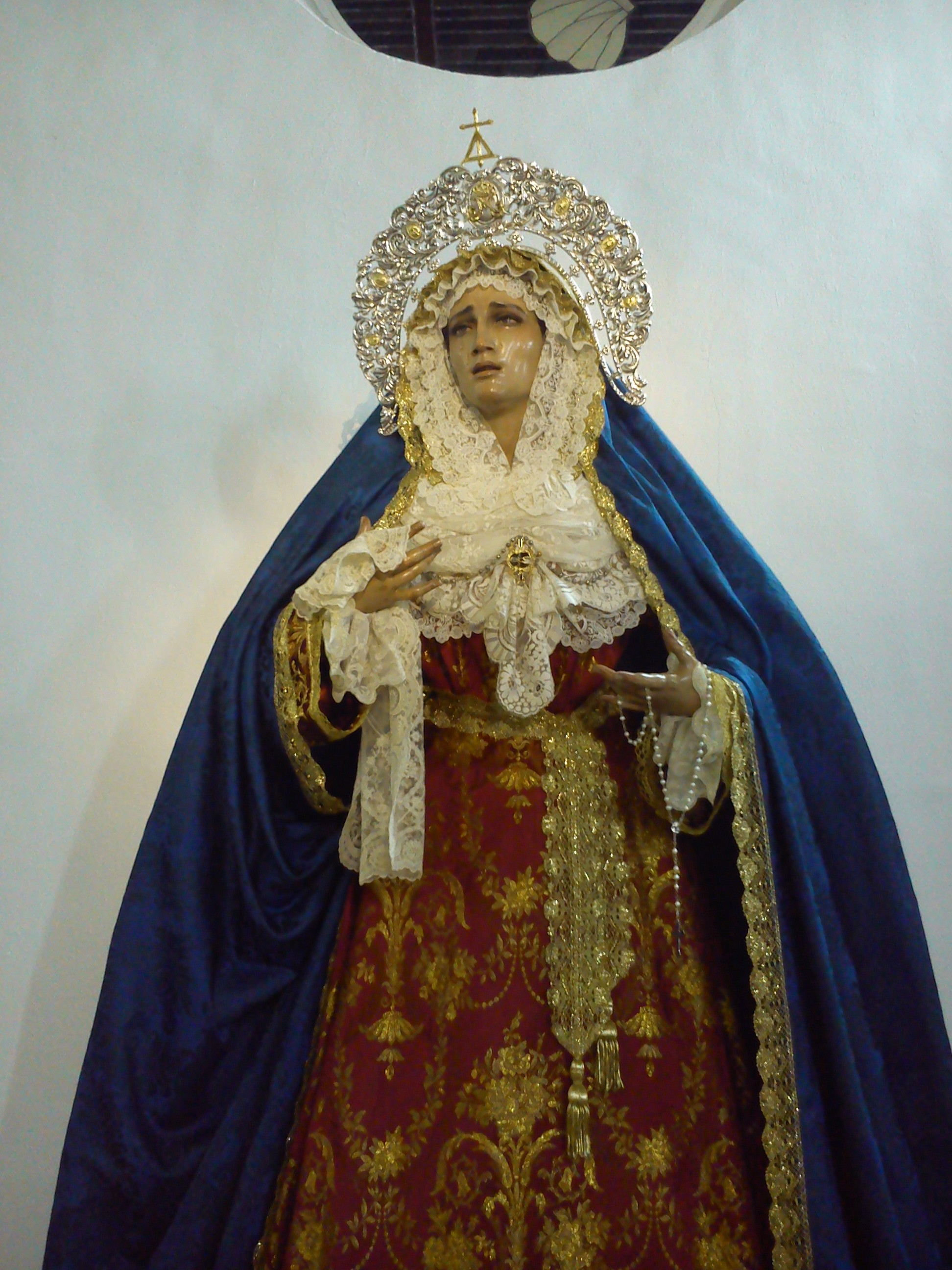
María Santísima de la Trinidad.

- Nuestro Divino Redentor Jesús Cautivo en el abandono de sus discípulos, representa a Jesús de pie y maniatado. Obra de Francisco Romero Zafra en 2012. Fue bendecido el 24 de noviembre de 2012.[4]

- María Santísima de la Trinidad, es una imagen de candelero o de vestir, realizada en madera policromada. Obra de Francisco Romero Zafra en 2009. Fue bendecida el 6 de junio de 2009.[5]

## Traje de estatutos
Se compone de túnica, antifaz y escapulario de color blanco, a la altura del pecho de este se encuentra la cruz trinitaria. Cinturón de esparto de 25 centímetros de ancho, sandalias de cuero oscuras de dos tiras y talón cubierto, y medias color carne.

## Paso por la carrera oficial
| Predecesor: Hermandad del Silencio (Martes Santo) | Orden de entrada en la carrera oficial (Miércoles Santo) 1.er lugar | Sucesor: Cofradía del Perdón |